# Zaluzianskya katharinae
Zaluzianskya katharinae är en flenörtsväxtart som beskrevs av William Philip Hiern. Zaluzianskya katharinae ingår i släktet Zaluzianskya och familjen flenörtsväxter. Inga underarter finns listade i Catalogue of Life.